# Машков, Анатолий Георгиевич
Анато́лий Гео́ргиевич Машко́в (30 августа 1944, Челябинск — 26 февраля 2018) — советский конькобежец, участник Олимпийских игр. Мастер спорта международного класса.

## Карьера
На зимней Олимпиаде 1968 года Анатолий участвовал в беге на 5000 и 10 000 метров и занял 14-е и 16-е места соответственно.
Воспитанник спортивной школы «Юность-Метар».
Умер 26 февраля 2018 года. Похоронен на Успенском кладбище Челябинска.